# École nationale supérieure de création industrielle

L'École nationale supérieure de création industrielle – Les Ateliers (ENSCI – Les Ateliers)  est une école française de design située dans le 11e arrondissement de Paris.
Établissement public à caractère industriel et commercial, placé sous l'autorité du ministère de la Culture et du ministère de l'Industrie, il est exclusivement consacré aux études supérieures en design. L'école est membre de la Conférence des grandes écoles.
Fondée en 1982 sous le parrainage de Jean Prouvé et Charlotte Perriand, l'école s'est installée dans le même bâtiment qui abritait autrefois les Ateliers Saint-Sabin de la Maison Jansen, d'où son nom ; ses locaux sont ouverts 24 heures sur 24 et 7 jours sur 7, permettant aux étudiants de travailler selon leurs propres horaires.

L’ENSCI arrive au 1er rang des établissements français de formation - catégorie « Art et Design » - au classement annuel mondial QS World University Rankings 2020. L’école se situe à la 22ᵉ place des 800 meilleures écoles et universités du monde et remonte ainsi de 2 places depuis l’année dernière. Le QS World University Rankings est l’un des trois classements les plus réputés avec ceux du Times et de Shanghai. Les critères de sélection incluent la réputation académique, celle faite auprès des professionnels, le rapport numérique entre enseignants et étudiants, les travaux de recherche... 

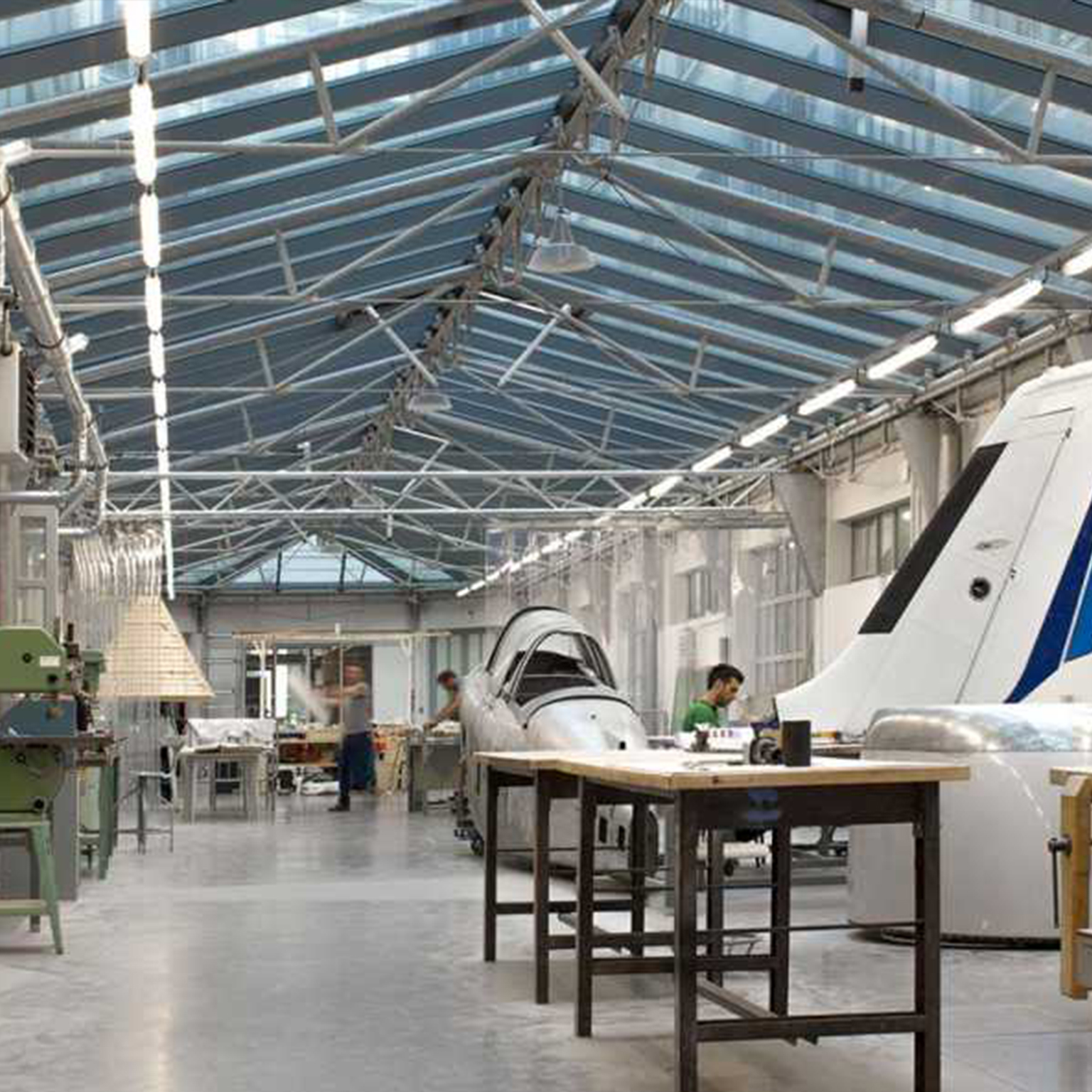
L’école a été créée sur la base d’un projet pédagogique ouvert au monde économique, pour former des designers de haute qualité. Le partenariat s’inscrit dans cette dynamique pour familiariser et préparer les élèves au monde de l’entreprise ainsi qu’à une pratique ouverte de leur futur métier.

Elle a été classée première école de design par le Red Dot Award, 2011 et meilleure école de design de France au classement du magazine L'Étudiant.

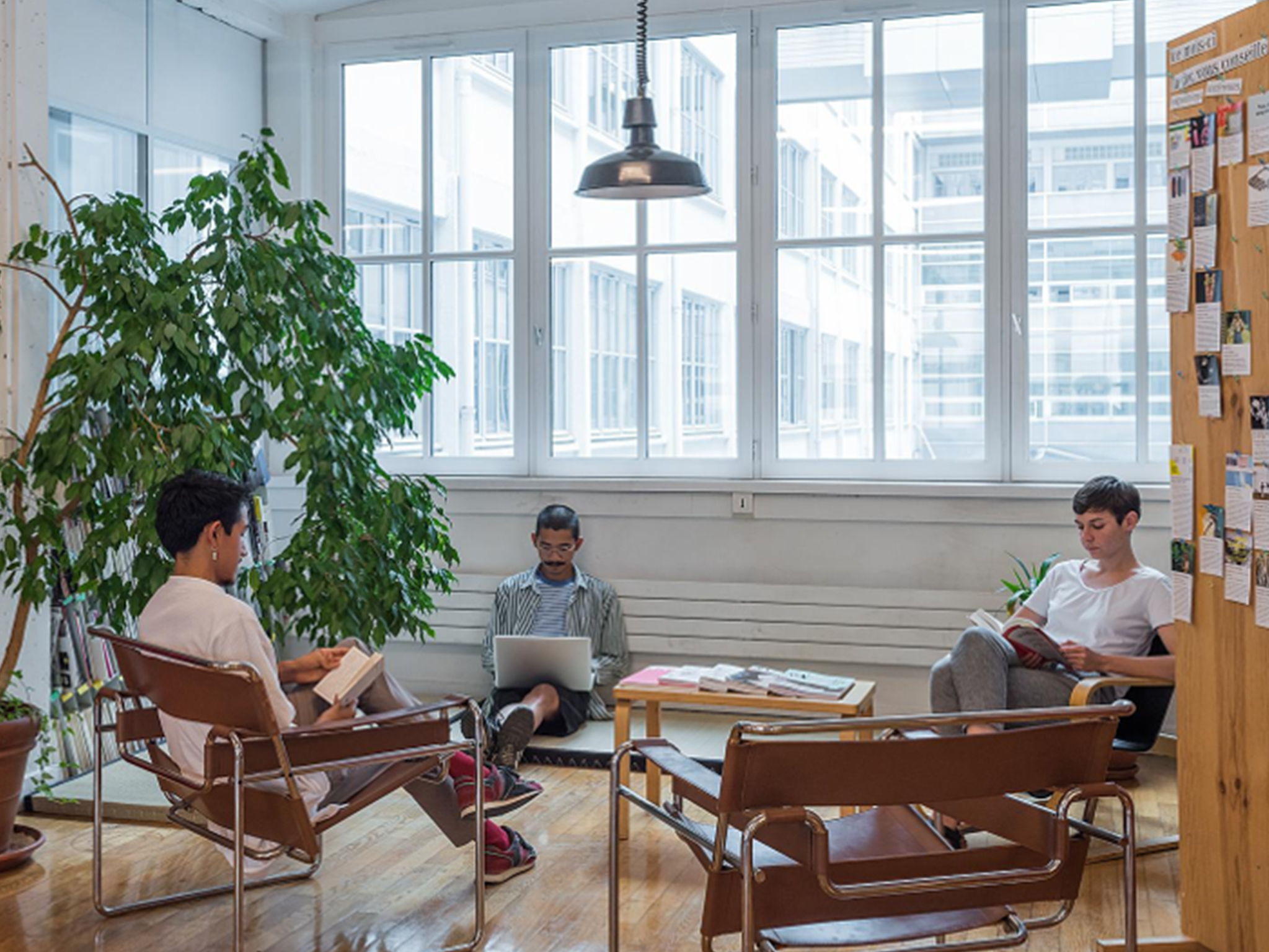
Le centre de documentation, partie prenante de la pédagogie novatrice de l’ENSCI-Les Ateliers, est un espace de recherche, initiateur de projets d’école. Lieu de ressources et de conseils, c’est un endroit chaleureux, propice à la réflexion et à l’écriture.

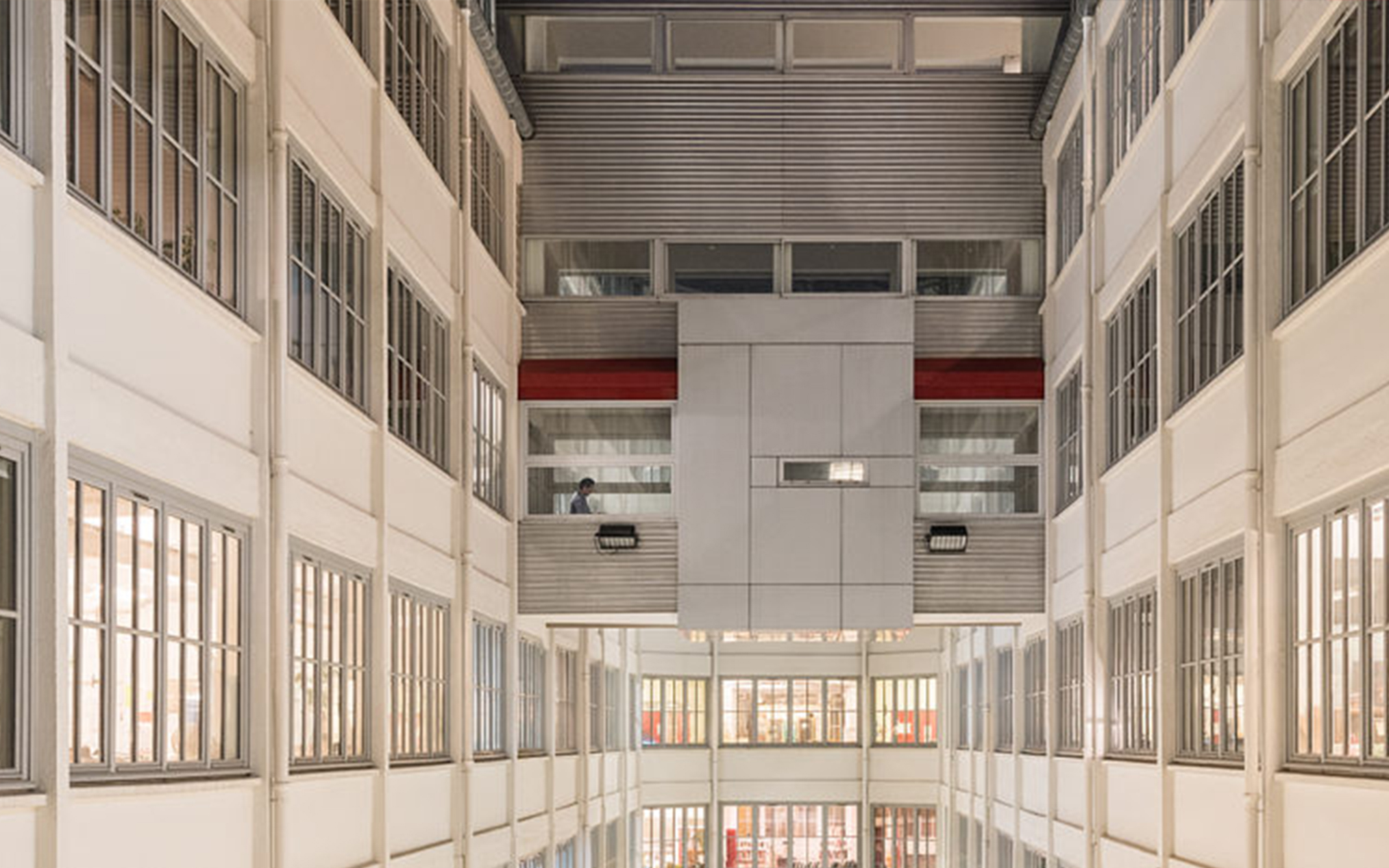
Les plateaux de l'ensci sur 7 niveaux située au 48 rue Saint-Sabin, près de Bastille.

## La formation de créateur industriel
L'ENSCI–Les Ateliers forme des créateurs industriels ou designers en cinq, quatre ou trois ans selon les acquis des élèves à leur entrée dans l'école.
La formation est organisée en deux temps : une phase de découverte et une phase d'approfondissement. Chacune dure deux ans dans un cursus de base établi sur cinq années d’études où la dernière correspond à la préparation du diplôme. Dans ces deux phases, l'élève consacre son temps pour moitié, à la pratique du projet dans les ateliers, souvent en partenariat avec une entreprise (par exemple Bayard, Decathlon, Hermès ou encore Microsoft, Le centre national d'art et de culture Georges-Pompidou, Alessi (Italie), EDF, SNCF, Orange, SFR, Dassault Aviation, Renault, PSA Peugeot Citroen, Valéo, Leroy Merlin, Schneider, Legrand, le Groupe SEB, la RATP, la Ville de Paris, Air France, Groupe BIC, Facom, Shiseïdo, Durance, BNF, Mobiler National, Cité des Sciences, Aldébaran Robotic, Jacob Delafon, Louis Vuitton, Chanel, Groupe Saint Gobain, Pyrex, Delsey, Technal, Sgmap, Caisse des dépôts, Bayard Presse, Nathan, Marbrek, Brun de Vian-Tiran, Naguisa, Walomo, Sanofi, APHP, Société du Grand Paris, Bouygues, Kenwood design, Pentel (Japon), Huawei (Chine), Tag Heuer, Nagra (Suisse), Electrolux (Suède et Italie), Visa Europe...), pour l'autre phase sur des cours théoriques et pratiques dans tous les champs de connaissances requis pour maîtriser le design et la création industrielle. Le choix des ateliers de projet, l'ordre de succession du suivi des cours, les stages professionnels en France ou à l'étranger sont établis de manière personnalisée pour chaque élève, lors de rendez-vous réguliers avec l’équipe pédagogique qui évalue les besoins de chacun et fixe un programme de semestre en semestre, d'année en année,.

## ENSCI–Les Ateliers Design Textile
Créé en 1976, sous le nom d'Atelier national d'art textile, il rejoint l'ENSCI–Les Ateliers en 1985 et devient définitivement l'ENSCI–Les Ateliers Design Textile en 2009. Le cursus se déroule sur 3, 4 ou 5 années, suivant le profil d’entrée des élèves. 
Le designer textile intervient dans de multiples domaines : mode, environnement maison, automobile, architecture.

## Classements médiatiques
Le magazine L'Étudiant fait certaines années un classement des « écoles de design produit préférées des pros », il existe environ 77 écoles de design produit en France et l'ENSCI est régulièrement classée la première,,.
L'ENSCI est notamment reconnue pour la diversité de son enseignement, art et design sonore, arts plastiques, graphisme, pratique de l'écrit, vidéo.
L'école met l'accent sur la réflexion, les sciences humaines ou les nouvelles technologies.
L'ENSCI est une des deux seules écoles de design françaises à apparaître dans le Classement mondial des universités QS Art & Design,,.

## Anciens enseignants
- Jean Kiras[12].
- Jean-Louis Frechin

## Anciens élèves
- Flavien Berger [13]
- Matali Crasset[14]
- Isabelle Daëron[15]
- Florence Doléac[16]
- Jean-Louis Fréchin
- Julien Gorrias[17]
- Yannick Grannec[18]
- Constance Guisset[19]
- Rip Hopkins[20]
- Patrick Jouin[21]
- Mathieu Lehanneur[22]
- Jean-Marie Massaud[23]
- Théo Mercier[24]
- Édith Meusnier [réf. souhaitée]
- Inga Sempé[25].
- Robert Stadler[26]

## Section Design
La section design est particulièrement riche et variée (histoire du design, histoire des objets, monographies de designers, essais, catalogues d’expositions, numérique...). Pour permettre aux élèves de nourrir leur réflexion et créer des ponts entre les différents domaines d’enseignement,  l’accent est également mis sur les sciences humaines (sociologie, philosophie, anthropologie, ethnologie...), l’art, l’architecture, la communication visuelle, la technique et les sciences.

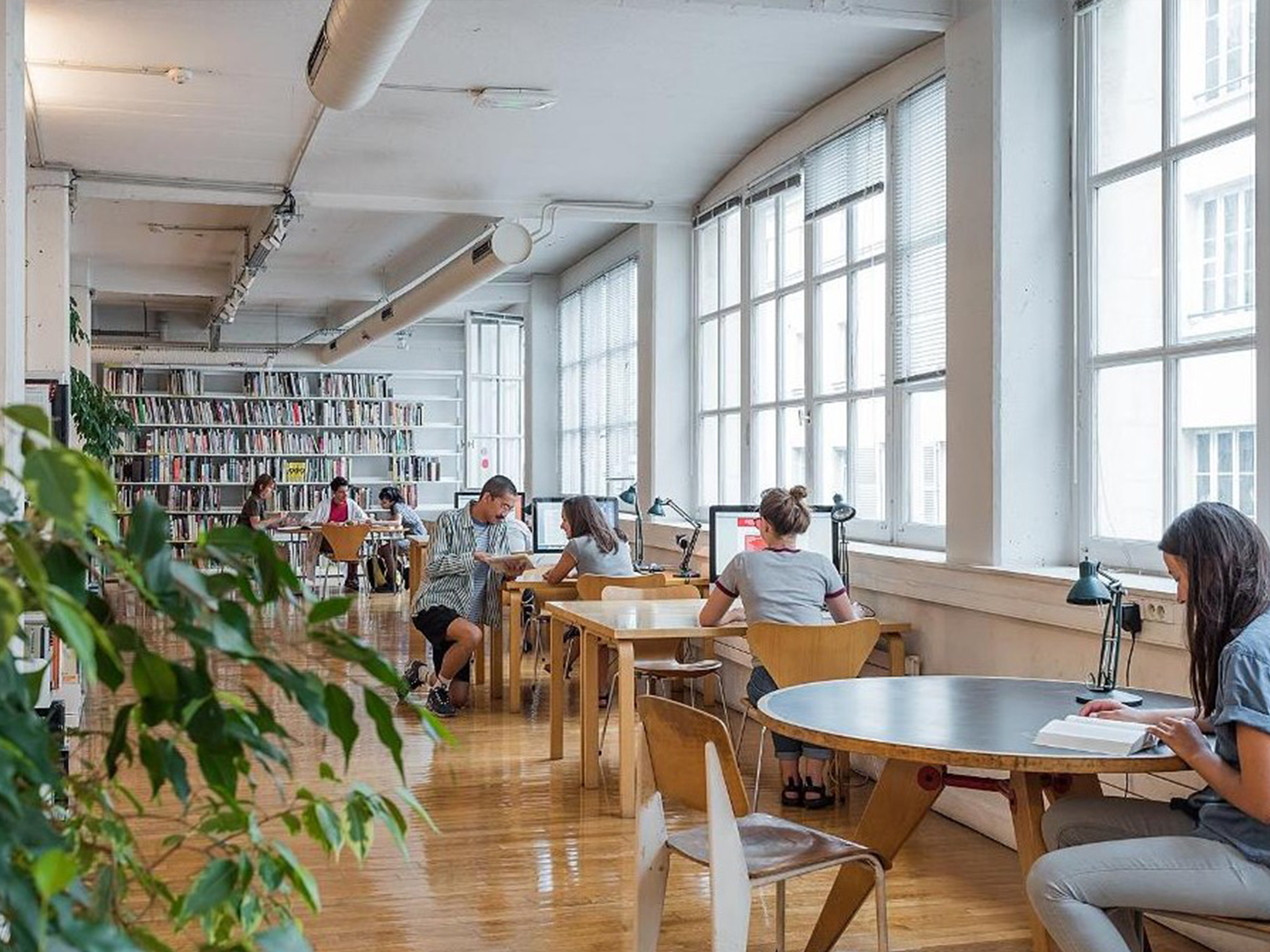
Travail au centre de documentation.
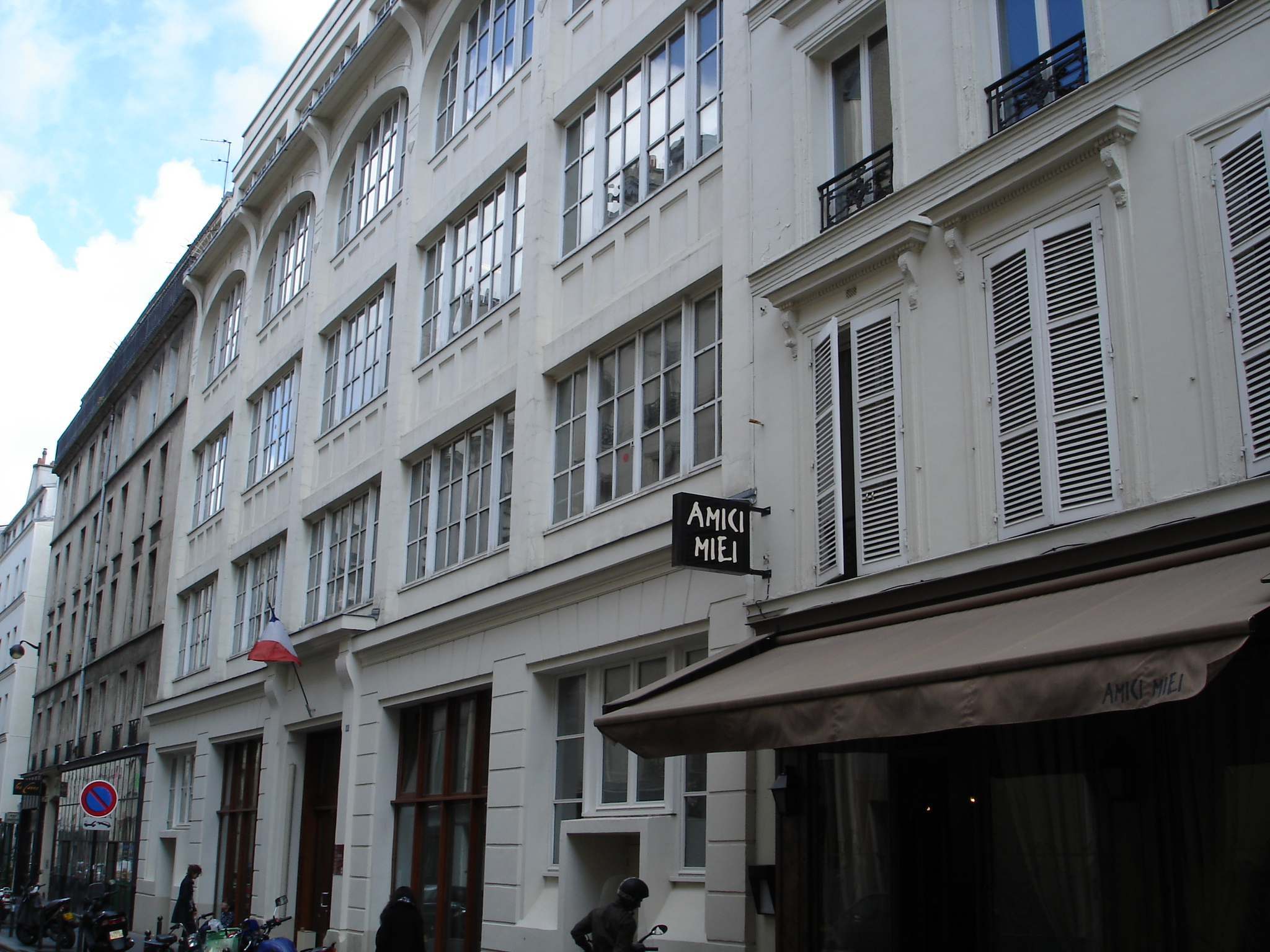
Façade du bâtiment conçu par Édouard-Jean Niermans en 1911 ; locaux de l’ENSCI rue Saint-Sabin..
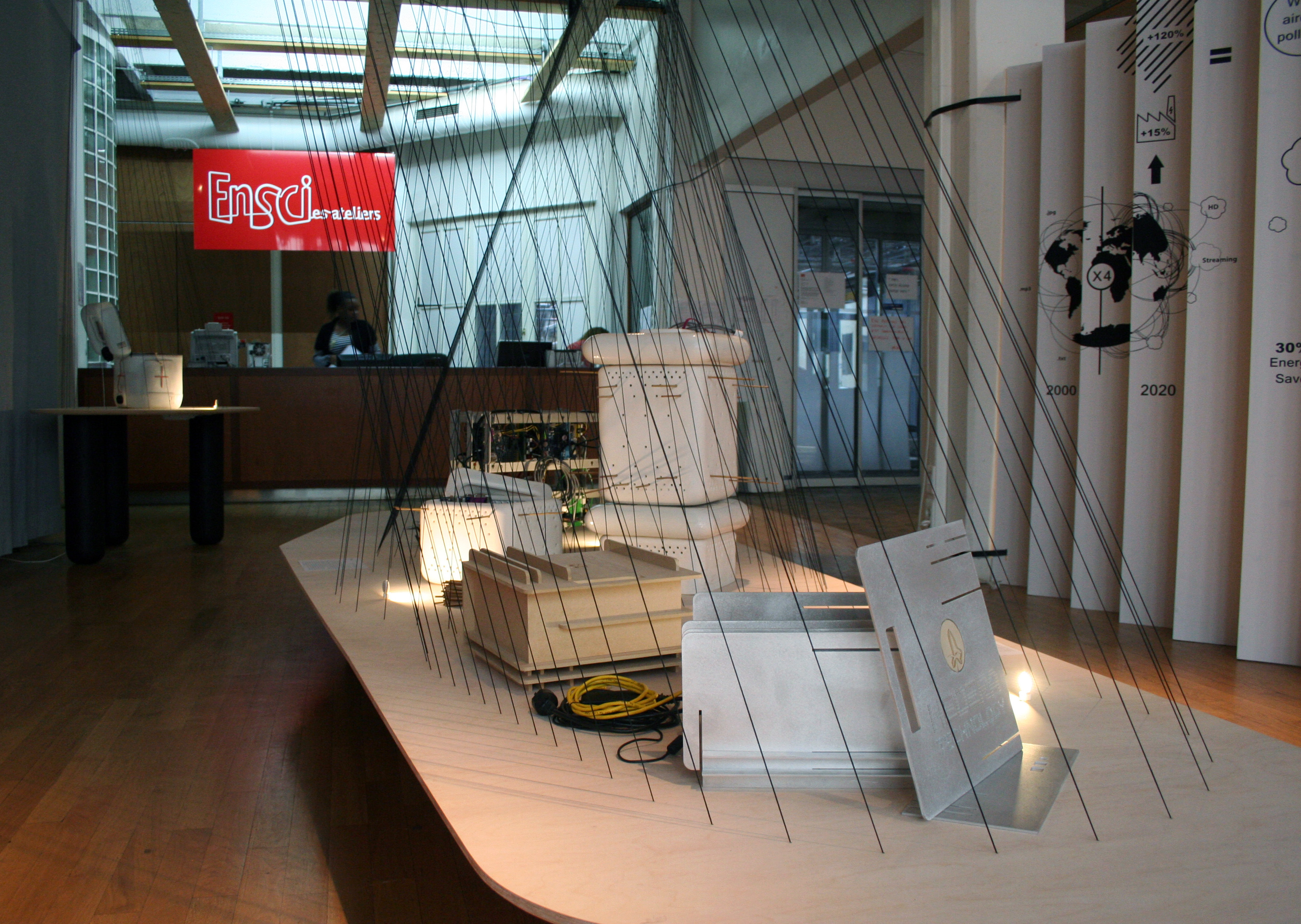
Futur en Seine à l'ENSCI.